# Sampson Willis Harris
Sampson Willis Harris, född 23 februari 1809 i Elbert County i Georgia, död 1 april 1857 i Washington, D.C., var en amerikansk politiker (demokrat). Han var ledamot av USA:s representanthus 1847–1857.
Harris utexaminerades 1828 från University of Georgia och studerade sedan juridik. År 1830 inledde han sin karriär som advokat i Athens i Georgia. År 1838 flyttade han till Wetumpka i Alabama.
Harris efterträdde 1847 James La Fayette Cottrell som kongressledamot. I representanthuset satt han i tio år och avled en kort tid efter att ha avslutat sin karriär i kongressen. Harris gravsattes på Oconee Cemetery i Athens i Georgia.